# Алмейда, Филипе
Фелипе Жорже Монтейру Алмейда (порт. Filipe Jorge Monteiro Almeida; 29 августа 1980, Санту-Тирсу, Португалия) — португальский футбольный тренер.

## Биография
Начинал свою работу в качестве тренера по физподготовке. Более десяти лет работал на разных должностях в командах, которыми руководил португальский специалист Витор Перейра. В 2024 году приступил к самостоятельной деятельности, возглавив клуб Высшей лиги Латвии «Ауда».

## Достижения

### Ассистента тренера
- Чемпион Португалии (2): 2011/12, 2012/13.
- Обладатель Суперкубка Португалии (2): 2011, 2012.
- Чемпион Китая (1): 2018.
- Обладатель Суперкубка Китайской футбольной ассоциации (1): 2019.